# National Waterfront Museum
National Waterfront Museum, Swansea eller NWMS (walisisk: Amgueddfa Genedlaethol y Glannau) er et søfartsmuseum i Swansea, Wales. Det er en del af museumssammenslutningen Amgueddfa Cymru – National Museum Wales. Det er Anchor Point for ERIH, European Route of Industrial Heritage.
Bygningen og udstillingen blev designet og opført af hhv. Wilkinson Eyre og Land Design Studio, efter Architectural Design Competition der blev styret af RIBA Competitions. Museet kostede £33,5 mio., hvilket blev finansieret via fondsmidler fra Welsh Development Agency og £11 mio. fra Heritage Lottery Fund. Museet åbnede i oktober 2005.